# Edmund Spenser
Edmund Spenser (asi 1552 – 13. ledna 1599) byl anglický básník a poeta laureatus, jeden z vrcholných epiků anglické renesance. Ve svém díle zachytil dobovou atmosféru v Anglii na konci 16. století a rozklad aristokratické společnosti. Pro zápal, s nímž ve svých politických pamfletech prosazoval zničení irské kultury, je považován za kontroverzní osobu britských dějin.

## Dílo
- Pastýřův kalendář – ve dvanácti eklogách idealizuje anglického národního ducha
- Amoretti (Svatební písně) – čtyři hymny s milostným námětem
- Královna víl – nedokončený alegorický epos v 7 knihách, autorovo vrcholné dílo věnované královně Alžbetě. Náměty čerpal z antických a starogermánských eposů, středověkých románů i soudobých básnických alegorií.